# Ваду-Молдовей (комуна)
Ваду-Молдовей (рум. Vadu Moldovei) — комуна у повіті Сучава в Румунії. До складу комуни входять такі села (дані про населення за 2002 рік):
- Іоняса (404 особи)
- Ваду-Молдовей (1402 особи)
- Думбревіца (1049 осіб)
- Кемирзань (247 осіб)
- Местечень (221 особа)
- Мовілень (297 осіб)
- Ніготешть (569 осіб)
- Чумулешть (491 особа)

Комуна розташована на відстані 327 км на північ від Бухареста, 31 км на південь від Сучави, 95 км на захід від Ясс.

## Населення
За даними перепису населення 2002 року у комуні проживали 7298 осіб.
Національний склад населення комуни:
| Національність | Кількість осіб | Відсоток |
| -------------- | -------------- | -------- |
| румуни         | 7291           | 99,9%    |
| угорці         | 2              | < 0,1%   |
| німці          | 2              | < 0,1%   |
| цигани         | 1              | < 0,1%   |
| українці       | 1              | < 0,1%   |
| італійці       | 1              | < 0,1%   |

Рідною мовою назвали:
| Мова       | Кількість осіб | Відсоток |
| ---------- | -------------- | -------- |
| румунська  | 7294           | 99,9%    |
| угорська   | 1              | < 0,1%   |
| циганська  | 1              | < 0,1%   |
| українська | 1              | < 0,1%   |
| німецька   | 1              | < 0,1%   |

Склад населення комуни за віросповіданням:
| Релігія        | Кількість осіб | Відсоток |
| -------------- | -------------- | -------- |
| православні    | 6558           | 89,9%    |
| адвентисти     | 91             | 1,2%     |
| п'ятдесятники  | 11             | 0,2%     |
| баптисти       | 9              | 0,1%     |
| римо-католики  | 4              | 0,1%     |
| бретрени       | 3              | < 0,1%   |
| старообрядці   | 2              | < 0,1%   |
| греко-католики | 1              | < 0,1%   |
| унітарії       | 1              | < 0,1%   |
| не релігійні   | 1              | < 0,1%   |